# Empresas Polar
Empresas Polar è una società venezuelana nata nel 1941 come birrificio. Fondata da Lorenzo Mendoza a Caracas, precisamente nella zona di Antìmano, è la più grande e famosa azienda di birra in Venezuela sebbene si occupi anche di food processing nonché di imballaggio e impacchettamento di cibi per il mercato estero.